# Stunt Car Racer
 (juin 2016).
Si vous disposez d'ouvrages ou d'articles de référence ou si vous connaissez des sites web de qualité traitant du thème abordé ici, merci de compléter l'article en donnant les références utiles à sa vérifiabilité et en les liant à la section « Notes et références ».
Stunt Car Racer est un jeu vidéo de course développé par Geoff Crammond et édité par MicroProse en 1989 sur Amiga, Atari ST et Commodore 64. Le jeu fut porté en 1990 sur Amstrad CPC, MS-DOS et ZX Spectrum.

## Système de jeu
Stunt Car Racer se distingue des autres jeux du genre en proposant des courses orientées autour de cascades. La compétition prend place sur des pistes étroites et surélevées, culminant parfois à plusieurs dizaines de mètres de hauteur, sans qu'aucune barrière de protection ne vienne empêcher les sorties de piste. Les circuits présentent d'importants dénivelés, des gouffres, des virages incurvés, des tremplins, des dos d'âne et des portions mobiles. Opposé à un unique concurrent, le joueur contrôle un véhicule hybride, entre le buggy et le dragster, qui est équipé d'un turbo au nitrogène en quantité limitée.
Malgré la tonalité fantaisiste des pistes, Stunt Car Racer s'apparente à une simulation compte tenu du réalisme de son moteur physique. La gestion dynamique des sauts et des réceptions est en particulier considérée comme l'une des plus poussées de l'époque. Le pilotage est assez technique et passer les diverses difficultés exige beaucoup de sang-froid. Le véhicule subit des dommages après des réceptions trop violentes et le joueur doit calculer précisément ses trajectoires de saut sous peine d'être rapidement contraint à l'abandon. Le gameplay oblige à faire un compromis subtil entre la nécessité de rouler vite pour l'emporter et la nécessité d'adapter précisément sa vitesse aux obstacles afin de ne pas endommager le châssis ou sortir de la piste.
Le jeu propose un mode championnat comprenant quatre divisions, un mode entraînement permettant de découvrir librement les huit circuits du jeu ainsi qu'un mode deux joueurs pour les versions Amiga et Atari ST. Ce mode est rendu possible en reliant deux ordinateurs via une connexion modem nul, ce qui était encore peu courant à l'époque (Populous propose un dispositif similaire en 1989, la même année). Il est même possible de relier un Amiga et un Atari ST.
Les huit circuits du jeu tirent leur nom de la principale difficulté qu'ils proposent:
- The Little Ramp: la petite rampe
- The Hump Back: la bosse cachée
- The High Jump: le grand saut
- The Stepping Stones: une section de la piste est entrecoupée de gouffres successifs qu'il faut survoler par répétition
- The Roller Coaster: montagnes russes
- The Ski Jump: le saut de ski
- The Draw Bridge: le pont-levis

## Réalisation
L'emploi de la 3D polygonale pour représenter l'environnement de jeu (la vue de l'intérieur du véhicule reste lui modélisé en 2D, mais on voit bien la voiture de l'adversaire en 3D) permet de rendre tangible la notion de perspective inhérente aux sensations des cascades. L'immersion des tracés vertigineux et des sauts gigantesques (les envolées se prolongent parfois pendant plusieurs secondes) est décuplée par l'emploi d'une vue cockpit qui renforce l'immersion. Geoff Crammond a expérimenté la vue subjective dès son premier jeu, REVS, une simulation de Formule 3 sortie en 1984.
Les versions Amiga et Atari ST présentent une qualité graphique sensiblement supérieure aux versions MS-DOS (CGA, EGA) et 8 bits.

## Accueil
Le magazine français Tilt relève la performance technique: Stunt Car est un programme «à couper le souffle, avec une animation rapide et une 3D réaliste». Il estime qu'il s'agit du logiciel de course à base de 3D surfaces pleines le plus abouti sur micro-ordinateur. Le magazine anglais Zzap!64 écrit: «Un jeu hautement original et très jouable.».
- Amiga et/ou Atari ST
  - ACE 905/1000[3]
  - CU Amiga 92%[4]
  - Tilt 18/20[1]
  - Zzap!64 92%[2]

- Commodore 64
  - ACE 941/1000[5]
  - CU Amiga 89%[4]
  - Zzap!64 94%[2]

## Équipe de développement
- Concept original, programmation et graphisme: Geoff Crammond
- Graphisme additionnel: John Cumming
- Adaptation ZX Spectrum et Amstrad CPC: Peter Cooke
- Adaptation DOS: Tim Ansell